# Citrus latifolia
Citrus latifolia är en vinruteväxtart som först beskrevs av Tyôzaburô Tanaka och Yuichiro Tanaka, och fick sitt nu gällande namn av Tyôzaburô Tanaka. Citrus latifolia ingår i släktet citrusar, och familjen vinruteväxter. Inga underarter finns listade i Catalogue of Life.